# Episodi di Tracy e Polpetta (seconda stagione)
La seconda stagione della serie televisiva 'Tracy e Polpetta' è stata trasmessa in Italia nel 2004 su Rai 2.
Gli episodi tradizionali hanno durata di circa 15 minuti
| nº | Titolo                      | Prima TV Italia |
| -- | --------------------------- | --------------- |
| 1  | ?                           | ?               |
| 2  | Quello che piace alle mamme | ?               |
| 3  | Zio Archibald               | ?               |
| 4  | Un bidone di dottore        | ?               |
| 5  | Tuberi e talpe              | ?               |
| 6  | Capitan polpetta            | ?               |
| 7  | Un gesto di valore          | ?               |
| 8  | ?                           | ?               |
| 9  | Mamma, che pirata!          | ?               |
| 10 | S.O.S. pidocchi             | ?               |
| 11 | Il settimo nano             | ?               |
| 12 | ?                           | ?               |
| 13 | ?                           | ?               |
| 14 | ?                           | ?               |
| 15 | ?                           | ?               |
| 16 | ?                           | ?               |
| 17 | ?                           | ?               |
| 18 | ?                           | ?               |
| 19 | ?                           | ?               |
| 20 | ?                           |                 |
| 21 | ?                           |                 |
| 22 | ?                           | ?               |
| 23 | ?                           | ?               |
| 24 | ?                           | ?               |
| 25 | ?                           | ?               |
| 26 | ?                           | ?               |

Gli episodi di tipo Le canzoni hanno durata di circa 5 minuti e hanno anche i sottotitoli
| nº | Titolo               | Prima TV Italia |
| -- | -------------------- | --------------- |
| 1  | Books                | ?               |
| 2  | I'm growing up       | ?               |
| 3  | In the mirror        | ?               |
| 4  | It's late            | ?               |
| 5  | Is no fun            | ?               |
| 6  | Together in the rain | ?               |
| 7  | Trash                | ?               |
| 8  | Wake up Polpetta     | ?               |
| 9  | Please               | ?               |
| 10 | ?                    | ?               |

Gli episodi di tipo Le comiche hanno durata di circa 5 minuti
| nº | Titolo         | Prima TV Italia |
| -- | -------------- | --------------- |
| 1  | Il tesoro      | ?               |
| 2  | L'autoritratto | ?               |
| 3  | La ginnastica  | ?               |
| 4  | Le vacanze     | ?               |
| 5  | La zanzara     | ?               |
| 6  | Il ladro       | ?               |
| 7  | ?              | ?               |
| 8  | ?              | ?               |
| 9  | ?              | ?               |
| 10 | ?              | ?               |

## Quello che piace alle mamme

### Trama
In questo episodio la terribile mamma di Van Ruben fa la sua apparizione per ricordare al proprio figlio qualcosa che non ha ancora fatto.

## Zio Archibald

### Trama
In questo episodio si insegna come chiedere le informazioni personali agli altri.
Il fratello scozzese del padre di Tracy arriva in visita: si tratta di uno zio molto attento al proprio risparmio, ma che non si preoccupa nello stesso modo delle persone che lo circondano.
Lo zio chiede a Van Ruben la sua età, ma si rifiuta di credere che abbia 400 anni.
Lo zio si siede su una torta e si sporca il proprio kilt e Tracy e Polpetta decidono di fare uno scherzo allo zio: laveranno gratuitamente il kilt, ma fingeranno di averlo fatto restringere.
Dopo essersi ripreso dallo spavento, lo zio si scusa e paga volentieri l'ingresso per una festa.

## Un bidone di dottore

### Trama
Tracy sta sfogliando i suoi vecchi libri di scuola primaria, quando Polpetta strappa involontariamente una pagina.
Entrambi chiedono a Bill di ripararlo, ma a causa di un piccolo incidente, la memoria di Bill viene danneggiata, facendo parlare Bill come un libro.
Van Ruben chiama al telefono un dottore per bidoni (interpretato da Clive Riche) che entra in casa con una cassetta degli attrezzi, e che canta una canzone in inglese.
La cura del dottore consiste nel risvegliare Bill dalla malattia utilizzando una canzone, per ben 25 volte al giorno.
Quando Bill si risveglia dalla malattia, decide di ringraziare gli amici, ma purtroppo lo fa ripetendo di nuovo delle canzoni!

## Tuberi e talpe

### Trama
(Con Vittorio Cucci nel ruolo di Gabs)
Tracy ha bisogno di esemplari di tuberi da portare all'insegnante di scienze a scuola, proprio mentre Polpetta sta scavando nel giardino dove sta trovando dei tartufi. Quando Tracy vede i tartufi sul tavolo, appaiono un demone e un angelo (Gabs) che solo lei può vedere, che rappresentano la personificazione della sua coscienza.
Il demone suggerisce a Tracy di prendere un tartufo senza chiedere il permesso a Polpetta, mentre l'angelo cerca di convincere Tracy a comportarsi correttamente, cantando anche una canzone in inglese.
Poco dopo Tracy viene a sapere che la nonna di Polpetta è coperta di bolle arancioni sul viso e che ha bisogno di un kilogrammo di tartufi per poter guarire. Tracy ringrazia l'angelo di averla guidata e dimostra le sue eccellenti capacità di studentessa correggendo gli errori grammaticali di Van Ruben.

## Capitan polpetta

### Trama
Polpetta dimostra a Tracy di conoscere molto bene i giardini giapponesi, detti 'dry garden'.
Quando Van Ruben sente la parola "giapponese" inizia a distruggere il gioco di Polpetta e Tracy, solo perché duecento anni prima la sua nave fu affondata da un comandante di un veliero giapponese.
Polpetta cerca di calmarsi bevendo una camomilla, e dormendo sogna di diventare un capitano di una nave di pirati, dove fa il tiranno con i suoi marinai. Presto il suo sogno si trasforma in un incubo e si risveglia felice di non essere prepotente con gli altri.

## Un gesto di valore

### Trama
I tre amici stanno giocando a "faccia di patata", disegnando delle facce sopra delle patate, ma Bill li rimprovera per tutto quello spreco.
Bill porta anche una lettera del sindaco, contenente l'invito ad una raccolta di beneficenza per i bambini poveri, dove si potranno raccogliere gli oggetti inutilizzati presenti in casa. Bill suggerisce di preparare tre gruppi di oggetti.
Ruby raccoglie oggetti spazzatura che non sono riutilizzabili da nessuno, mentre Polpetta raccoglie un mucchio di panini.
Tracy cerca tra le sue vecchie bambole, entra in camera con il proprio orsetto Teddy e canta una canzone in inglese.
Al suo ritorno dalla raccolta di beneficenza, Bill premia Tracy e Polpetta con due medaglie donate dal sindaco.
Per ottenere la stessa medaglia, anche Van Ruben decide di donare il suo oggetto di maggior valore della sua collezione: ...un vecchio osso!

## Mamma, che pirata!

### Trama
(Con Katherine Wilson nel ruolo di Mrs Van Ruben) Polpetta sta scavando per cercare vermi e Van Ruben vorrebbe assumerlo per scavare un tesoro. Anche Tracy vorrebbe fare il pirata, ma viene rifiutata da Van Ruben, dato che lei è una donna. Improvvisamente compare una donna pirata: la mamma di Van Ruben, che punisce Van Ruben per quello che ha detto sulle donne e lo mette a lavare i piatti.
Per dimostrare la forza delle donne, la mamma di Van Ruben lancia una sfida di tre gare tra Tracy e Van Ruben: il tiro alla fune, la gara in cucina e la gara di spada. Tracy supera tutte le gare con abilità, ma poi cambia idea e dice di voler fare l'astronauta...

## S.O.S. pidocchi

### Trama
Tracy ritorna a casa grattandosi la testa a causa dei pidocchi: Polpetta pensa che i vermi e i ragni potrebbero mangiare i pidocchi di Tracy, mentre Van Ruben vuole rapare a zero la testa di Tracy.
Bill suggerisce a Tracy di mettere la testa dentro il suo bidone e di usare un nuovo shampoo che ha avuto dal farmacista.
Purtroppo la storia sembra continuare perché anche Van Ruben ha usato lo stesso pettine di Tracy.

## Il settimo nano

### Trama
Oggi Tracy ha letto la favola di Biancaneve e i sette nani e sembra conoscere i nomi dei nani in lingua inglese, mentre Polpetta sembra conoscerli in italiano. Purtroppo, però, nessuno dei due si ricorda il nome del settimo nano: chi conoscerà la risposta? Van Ruben oppure Bill?
Prima di poterlo scoprire, Polpetta riceve un accidentale colpo in testa ed inizia a comportarsi come i diversi nani della favola di Biancaneve: Polpetta è affetto dalla cosiddetta "sindrome dei sette nani" e rischia di rimanere in questa situazione se dovesse sentire il nome del settimo nano...